# サラダの国のトマト姫
『サラダの国のトマト姫』（サラダのくにのトマトひめ）は、1984年3月31日に日本のハドソンから発売されたPC-9801用グラフィックアドベンチャーゲーム。北米ではNES対応ソフトとして『princess tomato in the salad kingdom』のタイトルで発売された。
当時のパソコンゲーム市場でブームとなりつつあったアドベンチャーゲームの初期ヒット作。擬人化された野菜たちによって繰り広げられるストーリーを描いたメルヘン風のアドベンチャーゲームである。
同年にPC-8801を始めとした様々な日本国内パソコンに移植された他、1988年にはファミリーコンピュータに移植された。2001年には携帯電話アプリゲームとしてiアプリにて配信された他、2004年にはEZアプリ、2005年にはVアプリとして配信された。本作は8ビットパソコン版、ファミリーコンピュータ版、携帯電話アプリ版とで内容が大きく異なり、3つのバージョンが存在している（詳細は後述）。
PC-8801版は2003年にWindows用ソフトとしてプロジェクトEGGにて配信された。ファミリーコンピュータ版はゲームボーイアドバンス用ソフト『ハドソンベストコレクションVOL.4 謎解きコレクション』（2005年）に収録された他、2010年にはWii用ソフトとして、2012年にはニンテンドー3DS用ソフトとして、2014年にはWii U用ソフトとしてそれぞれバーチャルコンソールにて配信された。

## ゲーム内容
オリジナルのパソコン版では1984年当時の一般的なグラフィック付きコマンド入力式アドベンチャーゲームとなっている。画面は上下に2分割されており、画面の5分の4を占める上部がグラフィック表示領域であり、5分の1を占める下部がテキスト表示領域でコマンド入力もここで行う。
グラフィックは、当時では珍しいプロのイラストレーターの起用により、ポップな色遣いと大胆なパース・線とその塗り潰しによって描画しているという理由もあり、直線を多用した独特の絵柄が特徴。PC-6001版およびPC-8001mkII版は、4色という限られた色数にもかかわらず、タイルパターンを駆使した中間色でカラフルな画面を実現しているが、MSX版は線画のみで白と青のモノクロ画面だった。
当時のアドベンチャーゲームとしては珍しくオープニングにBEEP音を駆使して曲が流れた。
前年にハドソンから発売された『デゼニランド』（1983年）が、アメリカ製のアドベンチャーゲームのシステムを踏襲した英単語入力のみ対応だったのに対して、日本語（カタカナ）によるコマンド入力も受け付けるようになり、英語の辞書が必要なくなったことでプレイヤーの幅を広げることになった。とは言えコマンド入力式特有の難解さは健在であり、特にシナリオ終盤ではコマンド「wait」（日本語の場合「マツ」）をヒントも無しに何回も入力しなければいけない。

## ストーリー
サラダ王国には様々な野菜や果物たちが、オニオン王の統治の下で平和に暮らしていた。しかし、ある日、パンプキン・ド・アバレル大臣率いるカボチャ一族がクーデターを起こし、オニオン王は倒れサラダ王国を乗っ取られてしまう。パンプキンはカボチャ大王を名乗り野菜たちに圧政を敷くが、これに対し野菜たちはオニオン王の娘・トマト姫を中心に反乱軍を結成し国王軍に対抗した。しかし、トマト姫は国王軍の兵士に誘拐され、城に幽閉されてしまった。プレイヤーはキュウリ戦士となり、トマト姫を救うため旅立つ。
キュウリ戦士は人々から情報を集め、ある時はサーベルで国王軍のバナナやナスと戦い、またある時は巨大ロボット「ダイコーン」を操り国王軍のメカ「ウォーメロン」に対抗する。そして、首尾良く城にたどり着いたキュウリ戦士はカボチャ大王の弱点を知り、弱点をついてトマト姫を助け出した。

## 移植版

### 一覧
| No. | タイトル                                           | 発売日                     | 対応機種                                                                | 開発元   | 発売元       | メディア                                           | 型式              | 備考                                     |
| --- | -------------------------------------------------- | -------------------------- | ----------------------------------------------------------------------- | -------- | ------------ | -------------------------------------------------- | ----------------- | ---------------------------------------- |
| 1   | サラダの国のトマト姫                               | 1984年7月31日              | PC-8801                                                                 | ハドソン | ハドソン     | 5インチフロッピーディスク                          | YA-2004           |                                          |
| 2   | サラダの国のトマト姫                               | 1984年                     | PC-8001mkII PC-6001mkII FM-7/77 MZ-1500 MZ-2000 X1 MB-S1 SMC-777 FM-16β | ハドソン | ハドソン     | フロッピーディスク クイックディスク カセットテープ | -                 |                                          |
| 3   | サラダの国のトマト姫                               | 1985年                     | MSX                                                                     | ハドソン | ハドソン     | カセットテープ                                     | -                 |                                          |
| 4   | サラダの国のトマト姫                               | 1988年5月27日 1991年2月8日 | ファミリーコンピュータ                                                  | ハドソン | ハドソン     | 2メガビット+64キロRAMロムカセット                  | HFC-RT NES-RT-USA |                                          |
| 5   | サラダの国のトマト姫 第一章                        | 2001年3月6日               | iアプリ                                                                 | ハドソン | ハドソン     | ダウンロード （着信☆あぷり♪）                      | -                 |                                          |
| 6   | サラダの国のトマト姫 第二章                        | 2001年4月3日               | iアプリ                                                                 | ハドソン | ハドソン     | ダウンロード （着信☆あぷり♪）                      | -                 |                                          |
| 7   | サラダの国のトマト姫                               | 2003年6月5日               | Windows                                                                 | ハドソン | ボーステック | ダウンロード （プロジェクトEGG）                   | -                 | PC-8801版の移植、2005年3月31日に販売終了 |
| 8   | サラダの国のトマト姫                               | 2004年10月21日             | BREW対応端末 （EZアプリ）                                               | ハドソン | ハドソン     | ダウンロード （着信☆あぷり♪）                      | -                 |                                          |
| 9   | サラダの国のトマト姫                               | 2005年8月9日               | ボーダフォンライブ! （Vアプリ）                                         | ハドソン | ハドソン     | ダウンロード                                       | -                 |                                          |
| 10  | ハドソンベストコレクションVOL.4 謎解きコレクション | 2005年12月22日             | ゲームボーイアドバンス                                                  | ハドソン | ハドソン     | ロムカセット                                       | AGB-B74J-JPN      | ファミリーコンピュータ版の移植           |
| 11  | サラダの国のトマト姫                               | 2010年1月19日 2010年2月8日 | Wii                                                                     | ハドソン | ハドソン     | ダウンロード (バーチャルコンソール)                | -                 | ファミリーコンピュータ版の移植           |
| 12  | サラダの国のトマト姫                               | 2012年9月19日              | ニンテンドー3DS                                                         | ハドソン | ハドソン     | ダウンロード (バーチャルコンソール)                | -                 | ファミリーコンピュータ版の移植           |
| 13  | サラダの国のトマト姫                               | 2014年5月14日              | Wii U                                                                   | ハドソン | KDE          | ダウンロード (バーチャルコンソール)                | -                 | ファミリーコンピュータ版の移植           |

### ファミリーコンピュータ版
ファミリーコンピュータ版では大幅なアレンジが加わっており、その中でも最も大きなものはコマンド選択式のアドベンチャーゲームになったことで、これにより単語探しに起因していたパソコン版の高い難易度を大幅に下げている。ハードの描画方式の違いから、グラフィックも一新され、子供向けの絵柄に描き直された。表示フォントは通常ファミリーコンピュータで使われるものの2倍のサイズであり、ファミリーコンピュータ用ゲームとしては珍しくかな漢字交じりの表示を採用している。
ゲーム内容は通常のアドベンチャーパートのほかに3Dダンジョンが追加されている。また、コマンド「たたかう」を選択すると戦闘モードに入り、ここでは「あっち向いてホイ」で勝負を決める。
また、パソコン版でのアイテム入手方法は基本的に物々交換だったが、ファミリーコンピュータ版では上記の戦闘モード等で入手出来るお金を使うことによる購買方式に変更されている。
ストーリー上の変更点としては、パソコン版では序盤に登場した脇役のかきっぱちが仲間になり、共に旅をするようになっている。また、地球のヒトと同じ姿をした「ノーミン族」という種族が登場し、トマト姫の異母姉妹・アップルリサはオニオン王とノーミン族の母親の間の子である。
ファミリーコンピュータ版の発売時の雑誌広告には、前年の1987年に発行の俵万智の大ベストセラー歌集「サラダ記念日」より、「親は子を育ててきたと言うけれど勝手に赤い畑のトマト」という歌が抜粋されコピーとして使われた。
ファミリーコンピュータ版はゲームボーイアドバンスやWii、ニンテンドー3DS、Wii Uのバーチャルコンソールなどに移植されているが、一部のセリフが別のセリフに変更されている（例：ふろうしゃ→なまけもの）。

### 携帯アプリ版
ファミリーコンピュータ版からさらにキャラクター・背景の画像が一新されている他、全三章に分割して別商品として配信する形態を取っている。かつての8bitパソコン版と比較すると容易に結末に辿り着ける。

## スタッフ
ファミリーコンピュータ版
- ストーリーライター：MEGUPYON
- チーフ・プログラマー：YOSHIYUKI.K
- アシスタント・プログラマー：OKKUN MEDAKA、OUCHAN、RYOUICHI NAKAYA
- アシスタント・コーディネーター：BILLIARD GA DAISUKI SYOUNEN、FUMIYA、NAGATA DESHITA
- チーフ・デザイナー：TETSUYA.A
- スプライト・デザイナー：NEGI JIISAN、TOTTEMO KAWAII、COMMANDO SASAKI
- キャラクター・デザイン、背景デザイナー：及川泰恵
- スペシャル背景デザイナー：GARY FUJIMOTO
- スペシャル・キャラクター・デザイナー：KOARA TAKAOAKA
- 背景デザイナー：小倉英之
- 音楽：前野知常
- サウンド・プログラマー：高橋克昇
- トータル・アドバイザー：NONTAMA、URA
- スペシャル・サンクス：酒井啓行、SEAN D.SUDOH

## 評価
ファミリーコンピュータ版
- ゲーム誌『ファミコン通信』の「クロスレビュー」では、7・7・8・7の合計29点（満40点）となっており[15][13]、レビュアーの意見としては、「キャラクターもかわいくて面白いし、すごく楽しめるゲーム」と、キャラクター造形やゲーム性に関して肯定的に評価されている[15]。

- ゲーム誌『ファミリーコンピュータMagazine』の読者投票による「ゲーム通信簿」での評価は以下の通りとなっており、21.02点（満30点）となっている[1]。同誌1991年5月10日号特別付録の「ファミコンロムカセット オールカタログ」では、「ゲームに登場するキャラクタがすべて野菜という、異色なアドベンチャーで当時はパソコン・ユーザーをとりこにしたものだった」と紹介されている[1]。

| 項目 | キャラクタ | 音楽 | 操作性 | 熱中度 | お買得度 | オリジナリティ | 総合  |
| 得点 | 4.12       | 3.45 | 3.38   | 3.40   | 3.26     | 3.41           | 21.02 |

- 『ゲームセンターCX』（フジテレビONE）でのプチ情報では、眞鍋かをりや大貫亜美（PUFFY）などの女性芸能人が、当ゲームが思い出のゲームソフトであることを有野晋哉（よゐこ）が明かした。

- 爆笑問題の太田光は思い出のゲームとして本作を挙げており[16]、また大貫亜美は初めてプレイしたソフトが本作であり、謎が解けずにハドソンに電話したエピソードを語っている[17]。